# گاوکشان
قله گاوکشان بلندترین قله استان گلستان به ارتفاع ۳۸۱۳ متر است که در رشته کوه کهکشان قرار دارد. خط الراس گاوکشان (که به نام شاهکوه هم شناخته می‌شود) به طول تقریبی ۱۵ کیلومتر از شرق به غرب امتداد دارد و در البرز شرقی جا گرفته‌است. شمال آن جزو منطقه حفاظت شده جهان‌نما به‌شمار می‌رود و از جنوب حوضه آبریز رودخانه مجن است. وجود برج‌ها و قله‌های سوزنی شکل واقع در رشته کوه، زیبایی این کوه را دوچندان کرده‌است.

## مشخصات کلی
ارتفاع قله: ۳۸۱۳
ارتفاع پای کار: ۲۵۶۰

## موقعیت جغرافیایی
استان گلستان. شهرستان گرگان مختصات قله :۵۴٫۴۰۱۹۴۴، ۳۶٫۵۰۹۴۴۳

## پوشش گیاهی
شنگ، درمنه، پیچک، اسپند، چوبک، قدومه، بادام کوهی، زنبقف انواع گون، انواع اسپرس، مریم گلی، گل عروس، لاله، شقایق، فستوکا، پرند، شیر خشت، کلاه میر حسن، گز، کندرف جاشیر، ارس، نسترن وحشی، کاکوتی، استاکیس

## گونه‌های جانوری
از جانوران منطقه می‌توان به قرقاول، شاهین، لاشخور، جغد، کلاغ، گنجشک، کبوتر، کبک، تیهو، بالابان، کل، بز، قوچ، میش، گراز، خرگوش، موش‌های دشتی، خارپشت، گربه وحشی، پلنگ وخرس اشاره داشت.

## صعود با دوچرخه
در سال ۱۴۰۰ یک ورزشکار اهل استان فارس توانست با دوچرخه به این قله صعود نماید.